# Ruud Vermaaten
Rudolphus Matheus Gerardus (Ruud) Vermaaten (Venray, 21 augustus 1935 – Panningen, 6 augustus 2023) was een Nederlands politicus van de KVP en later het CDA.

## Loopbaan
Hij heeft Nederlands recht gestudeerd aan de Katholieke Universiteit Nijmegen en ging in 1956 werken bij de gemeente Venray. Vijf jaar later maakte hij de overstap naar de gemeente Schaesberg waar hij onder andere chef van het kabinet was. In die periode was zijn schoonvader W.P.G. Linders burgemeester van Arcen en Velden. In april 1977 werd Vermaaten de burgemeester van Merkelbeek en in oktober 1980 volgde zijn benoeming tot burgemeester van Grubbenvorst. Daarnaast was hij vanaf 1985 waarnemend burgemeester van Broekhuizen. Net voor kerst 1993 kreeg hij als burgemeester te maken met de overstroming van de Maas in dat gebied. In 1994 ging hij vervroegd met pensioen.
Hij overleed in 2023 op 87-jarige leeftijd.